# 田中昌彦
田中 昌彦（たなか まさひこ、1941年2月24日 - ）は、東京都出身の空手家。日本空手協会八段・前副首席師範・現技術局顧問IAKF世界大会の第一回、二回の優勝者。

## 来歴
東京都出身。父親の仕事の都合で小学生、中学生時代は日本各地へ転校を繰り返す。中学時代は柔道に明け暮れ、高校一年を京都の立命館高等学校で過ごした後、二年生から東京の日本大学鶴ヶ丘高等学校へ転校、
ラグビー部を創設し右のロックで活躍する。
日本大学経済学部にラグビー推薦で入学、大学一年生の時に父親を亡くし、林業を専門に勉強するため二年生の時に農獣医学部に転部、在学中に日本空手協会本部の四谷道場に通う。日本大学空手部にも入部。
大学卒業後会社員となり、その後、31歳の時、空手の指導員としてデンマークに渡った。デンマークに四年滞在したのち35歳で正式に協会の指導員となる。1980年の第3回IAKF世界大会の団体部門優勝を最後に一時引退、46歳で復帰し、第29回全国空手道選手権大会でベスト8になるなど、日本空手協会が主催する選手権大会で活躍し「覇者」と称された。
杖道は59歳より始め、紘武館、松村重紘杖道範士八段に師事している。

## 主な戦績
- 1973年 - 日本空手協会主催の第16回全国空手道選手権大会組手部門第3位
- 1974年 - 日本空手協会主催の第17回全国空手道選手権大会の組手部門優勝
- 1975年
  - 日本空手協会主催の第18回全国空手道選手権大会の組手部門優勝(2連覇)
  - 第1回IAKF世界大会の組手部門優勝
- 1977年
  - 日本空手協会主催の第20回全国空手道選手権大会の組手部門優勝(3回目)
  - 第2回IAKF世界大会の組手部門優勝(2連覇)
- 1980年 - 第3回IAKF世界大会の団体部門優勝
- 1986年 - 日本空手協会主催の第29回全国空手道選手権大会組手部門ベスト8

## 主な著書
- 覇者 田中昌彦の組手(ベースボールマガジン社）
- 覇者 田中昌彦の組手（英・独・ハンガリー語訳）

## 映像作品
- 覇者の組手　全5巻（チャンプ）